# 과잉 진료
과잉 진료(과잉 이용, 과잉 치료)는 의료 서비스를 적정 양이나 비용 그 이상으로 제공하는 경우를 말한다.GDP에 비하여 의료 비용이 제일 큰 미국에서, 비용에 있어 가장 지배적인 요인은 과잉 이용(overutilization)이다. 과잉 이용하게 되는 요인은 추가적으로 더 이용하기 위해서 의료진에게 돈을 더 지불하는 것과 제 3자(공영 보험 혹은 민영 보험)가 환자의 의료 비용을 부담하는 것이다. 이러한 요인들로 의사와 환자 모두에게 의료 비용을 자제한다고 해서 좋은 점이 없는 것이다.
비슷하게, 과잉 치료(overtreatment)는 불필요한 의료 개입을 말한다. 시간이 지나면 스스로 낫는 자가 회복 질환을 치료 한다거나, 치료에 제한이 있는 질병인데도 그 이상으로 치료를 받는 경우를 포함한다. 아무런 증상도 없고 해를 끼치지도 않을 텐데도 진단을 받는다면, 과잉 진단은 과잉 치료가 될 수 있다.

## 배경
1970년대와 1980년대에 잭 웬버그의 선구적 연구에서 변화가 보장되지 않는 경우와 임상학적 이유 말고 사람들이 어디에 사느냐에 따른 치료를 받는 비율이 다르다는 것을 설명하고 있다.
행위별 수가제(FFS)와 관련된 경우에서 과잉으로 치료하게 되면 의료진들(의사나 병원 등)은 수익을 얻는 반면에, 환자는 불필요하게 합병증의 위험에 놓이게 된다. 미국은 전세계적으로 1인당 의료 비용이 최고인데, 과잉 이용이 그의 가장 큰 이유이다. 뉴욕 타임즈는 “의료 서비스의 만성적인 과잉 이용”이 미국 내에 존재한다고 말하고 있다. 환자에게 있어서 좋은 점이 없을 과잉 진료는 미국의 의료 서비스의 30%를 차지한다.
대부분의 의사들이 검사실 검사가 과잉 이용되고 있다는 사실은 인정했지만, 그것에 대해 고려해 보도록 설득하는 것은 여전히 어려움으로 남아 있다고 한다.

## 비용, 질, 정책이 내포하는 의미
미국에서 과잉 이용은 많은 비용이 들어 의료 서비스의 질을 떨어뜨리고 있다.
총 의료 비용이 $.30과 $.40의 사이이면 품질이 좋지 못한 곳에 비용을 들이고 있는 것이다. 이 놀라운 숫자는 연간으로 500억이 조금 넘는다는 것을 말한다(2005년). 과잉 이용, 저조한 이용, 잘못된 이용, 불필요하게 중복된 것, 시스템의 고장, 불필요한 경쟁, 열악한 소통과 비효율성으로 인해 방대한 양의 돈이 낭비되고 있다.
Fisher et al은 “‘과잉’은 병원 내에서 입원, 수술 절차, 혹은 상담 등에서 쓰이든지 간에, 과잉으로 치료를 받는다고 해서 환자들이 건강상의 뚜렷한 이득은 없다.”고 말하였다. 의료 비용의 30%에 달하는 이것은 환자들에게는 피해를 끼치지 않는 선에서 삭감되어야 할 것이다. 미국에서의 의료 서비스 과잉 이용으로 인해 미국인들은 연간 수십억 달러를 쓰고 있다. 지프손과 시그는 수술과 다른 기타 치료들의 과잉 이용 때문에 환자들에게 해를 끼치고 있다고 입증하고 있다.

## 과잉 진료를 일으키는 요인과 예
과잉 이용을 일으키는 요인들로 “(자기 자신이나 다른 의사에게 검사를 더 받을 것을 권하는) 자가 의뢰, 환자들의 욕구, 금전적으로 동기를 불러일으킨 부적절한 요소들, 의료 체계, 산업, 언론, 인식의 부족”과 자기 방어적 의료 조치(의사가 의료 소송을 우려하여 필요 이상의 치료 행위를 하는 것)등이 있다.

### 제 3의 지불자, 행위별 수가제
(미국에서 65세 이상된 사람에 대한) 노인 의료 보험 제도로, 환자의 비용을 공영 혹은 민영 보험에서 대어주고, 의사들은 행위별 수가제로 돈을 지급 받는데, 치료 비용에 대해 생각해 보아도 두 가지 모두 낭비만 되는 조합일 뿐, 이득 될 것이 없다.
아툴 그완데는 텍사스의 McAllen도시의 미국의 노인 의료 보험 행위별 수가제 상환에 대해 조사하였다 (2009년 New Yorker의 기사). 2006년, 멕엘런은 마이애미 다음으로 두 번째로 가장 비싼 노인 의료 보험 시장을 이루었다. 보험 수혜자 당 McAllen의 비용이 거의 국가 전체 평균의 두 배가 되었다. 그러나, 1992년 McAllen은 노인 의료 보험의 평균과 거의 정확하게 비슷한 수준이 되었다. 상대적으로 더 안 좋은 건강이나 의료 사고와 같은 잠재적인 사실을 보고 나서, Gawande는 이 마을이 의료 서비스의 남용의 예를 잘 보여주는 것이라고 판단하였다. Gawandes는 Mayo 병원과 콜로라도 Grand Junction 시장에서의 비용은 싸고 품질은 올리는 문화와는 반대로, 사업 문화가 형성이 된 것으로 보인다고 결론 지었다 (의사들은 수술을 수익의 연속으로 보았다),
미국은 의료 비용은 억제하면서 적용 범위는 늘리기 위해서 고군분투하고 있는데, 여기서 우리는 결론에 다다랐다. 이 결론은 우리가 공영 보험 선택권을 가지는 지 아닌지의 문제보다 더 중요하고, 우리가 장기적으로 단일 지급자가 될 것인지 혹은 지금처럼 공영과 민영 보험의 혼합 형태로 갈 것인지의 문제보다 더 중요한 것이다. 바로, 제 2의 Mayo와 Grand Junction가 될 지도자들을 보복할 것인지 아닌 지인데, 그렇게 못한다면, McAllen은 나가지 않을 것이다. 이것이 우리의 미래이다.

### 의료 영상
캐나다방사선전문의협회는 캐나다의 의료 서비스 시스템에서 30%가 불필요한 것으로 추정하였다.
X-ray와 CT 스캔과 같은 진단 영상의 과잉 이용은 환자의 치료에 도움을 줄 가능성이 없는 활동으로 정의할 수 있다. 미국영상전문의학회, 영상전문의왕립협회, 세계보건기구 등과 같이 높이 평가 받는 단체들이 “적정 기준”을 개발해 오고 있다.
의료 영상의 과잉 이용은 전혀 상관이 없었을 또 다른 질병을 초래할 지도 모른다. (과잉 진단(overdiagnosis)).
과잉 이용하는 한 유형으로, 의사들의 자가 의뢰(physician self-referral)를 들 수 있다. 많은 연구에서 방사선 전문의가 아닌 사람이 방사선 장비 사용료로 장비 소유 이익을 남기고, 자가 의뢰까지 하게 된다면 의료 영상이 불필요하게 많이 사용된다는 사실을 계속 반복해서 내놓고 있다. 미국이 의료 영상 부분에서 성장하게 된 가장 큰 요소는 방사선 전문의가 아닌 사람들이 자가 의뢰를 하는 것이었다(의사 서비스는 가장 빨리 성장하였다). 2004년에는 이러한 과잉 이용은 미국의 의료 비용으로 연간 160억 달러 이상 소비가 된 것으로 추정되었다.

### 정책
2010년 미국의 의료 보험 시스템 개혁 법안으로, ‘환자보호 및 부담적정보험법’을 내놓았는데, 과잉 이용을 줄일 만한 진지한 계획은 포함하고 있지 않다; “국민들은 의료 서비스가 무엇을 할 수 있을 거며, 무엇을 할 수 없는 지에 대해 듣고 싶지 않다는 의견을 확실히 표명하였다”. 프린스턴 대학의 건강 경제학자 우웨 라인하르트는 “과잉 이용을 건드리는 순간 오늘 안으로 당신은 나치로 불리게 될 것이다. ”라고 말하였다.

### 기타 요인
- 입원. 병원을 외래 하면서 치료 받을 수도 있는 만성 질환 환자에게 입원을 허락하는 것.
- 노인 의료 보험 제도에 가입한 환자가 죽음을 앞두고 있는 상황에서 수술하는 것, 사망률이 높아 수술하기 어려운 부위를 수술하는 것.
- 항생제 과잉 투여
- 소비자 시장에 바로 영향을 끼침
- 아편이 든 약 처방
- 미국에서의 수혈
- 심각한 증상이 없는 환자에게 8번의 관상동맥 스텐트 시술(coronary stent)을 하여 수술비로 20,000달러가 든 것으로 추정됨. (미국)

심장학의 공식적인 의장을 맡고 있는 마크 위디가 스텐트 시술을 하였다.
- 레딩 의료 센터에서 불필요한 심장 수술을 하다가 FBI가 현장 급습 하였다. (관련 글 링크 “$117 Million: Victims of Unnecessary Heart Surgeries”원문 보기)
- 2008년, 흉부 CT를 이중으로 찍어 의료 보험의 수익을 얻었다.
- 후기의 암 환자들에게 다른 암은 없는지 검사하는 것.
- 파파니콜로 도말검사와 사람유두종바이러스검사의 내력이 있는 환자들에게 자궁경부암 검진을 매년 하는 것.

### 의료 과오 책임법 및 자기 방어적 의료 조치
의사들은 의료 소송을 우려하여 잠재적인 효과가 거의 없고 임상적으로 불필요한 검사들을 환자에게 지시하도록 고무되어 왔었다. 자기 방어적 의료 조치가 의사들에게는 높은 의료 비용에 대한 혜택을 누리게 되는 해명이 되긴 하지만, 2008년 미국의 총 의료 비용 지출 2조 3000억 달러의 겨우 2.4%를 차지하고 있다는 결과가 나왔다.

## 같이 보기
- 도덕적 해이
- 항생제 오용

## 참고 문헌
- Shannon Brownlee (2007). 《Overtreated: Why too much medicine is making us sicker and poorer》. London: Bloomsbury. ISBN 1-58234-580-5.
- Hendee WR, Becker GJ, Borgstede JP;  외. (October 2010). “Addressing overutilization in medical imaging”. 《Radiology》 257 (1): 240–5. doi:10.1148/radiol.10100063. PMID 20736333.
- R. E. Malone (October 1998). “Whither the almshouse? Overutilization and the role of the emergency department”. 《Journal of Health Politics, Policy and Law》 23 (5): 795–832. doi:10.1215/03616878-23-5-795. PMID 9803363.
- Sana M. Al-Khatib, Anne Hellkamp, Jeptha Curtis, Daniel Mark, Eric Peterson, Gillian D. Sanders, Paul A. Heidenreich, Adrian F. Hernandez, Lesley H. Curtis & Stephen Hammill (January 2011). “Non-evidence-based ICD implantations in the United States”. 《JAMA : The Journal of the American Medical Association》 305 (1): 43–49. doi:10.1001/jama.2010.1915. PMC 3432303. PMID 21205965.
- David B. Larson, Lara W. Johnson, Beverly M. Schnell, Shelia R. Salisbury & Howard P. Forman (January 2011). “National trends in CT use in the emergency department: 1995–2007”. 《Radiology》 258 (1): 164–173. doi:10.1148/radiol.10100640. PMID 21115875. – a story on the study
- Gawande, Atul A.; Colla, Carrie H.; Halpern, Scott D.; Landon, Bruce E. (2014년 4월 3일). “Avoiding Low-Value Care”. 《New England Journal of Medicine》 370 (14): e21. doi:10.1056/NEJMp1401245.